# Араратская Курдская Республика
Арара́тская Ку́рдская Респу́блика (АКР; сев.-курд. Komara Agiriyê; тур. Ağrı Cumhuriyeti, перс. جمهوری کردی آرارات‎) — самопровозглашённое государство на территории современной восточной Турции и северо-западного Ирана, просуществовавшее с 28 октября 1927 года по 17 сентября 1931 года.
Государство было образовано в результате Араратского восстания, которое началось 16 мая 1926 г. на северо-востоке Турции в рамках турецко-курдского конфликта и распространилось в 1930 году на северо-западный Иран из-за трансграничных курдских племен.
В состав АКР полностью входили провинции Агры и Ыгдыр. Также были взяты под контроль повстанцев районы Чалдыран, Мурадийе, Эрджиш и иранский округ Маку. На прилегающих территориях (в провинциях Ван и Битлис) курдские повстанцы развернули широкое контрнаступление в 1930 году.
В конце 1931 года Араратская Курдская Республика была ликвидирована совместно турецкими и иранскими войсками. Араратское восстание окончательно было подавлено лишь к 1937 году после серий депортаций и массовых убийств по отношению к курдским мирным жителям. 23 января 1932 года Иран и Турция подписали соглашение по изменению турецко-иранской границы: Анкара получила всю территорию горы Арарат, чтобы не допускать курдским повстанцам пересекать границу в поисках убежища, тем временем Тегеран в качестве компенсации получил 144 км² от провинции Ван. В 1937 году СССР под давлением Турции депортировал в Среднюю Азию 4,5 тыс. курдов из советско-турецкой границы, поскольку те имели родственные связи с курдскими мятежниками из Турции.

## История
Араратская Республика объявила независимость в 1927 году, во время восстания курдов во главе с Ихсаном Нури в восточной Турции из воинственного племени Джалали .
В октябре 1927 года, деревня около Арарата определялась как временная столица Курдистана. Курдская националистическая партия Хойбун сделала обращения к великим державам и Лиге Наций, а также послала сообщения другим курдам в Ираке и Сирии, чтобы попросить сотрудничества. Но так и не дождавшись помощи, уже к концу 1931 году Араратская Республика прекратила своё существование.
В 11 июне 1930 года, в ответ на вооруженния восстания были инициированы турецкие военные операции против курдских повстанцев. Партия Хойбун, координирующая это восстание, срочно обратилась за помощью к остальным курдам. Курдские повстанцы развернули широкое контрнаступление в Тендруке, Идире, Эрдише, Сипане, Ване и Битлисе, заставив турок временно отказаться от своего наступления на Агры. Повстанцы постепенно были раздавлены превосходящими числами турецких военных.
Под конец лета 1930 года началась бомбардировка курдских позиций вокруг горы Арарат из всех направлений. По словам генерала Ихсан Нури-паша, военное превосходство Турции деморализовало курдов и привело к их капитуляции. Во время восстания, Турция с воздуха бомбила курдских мирных жителей. Например, племена халикани и хелки подвергались бомбежкам 18 июля и 2 августа 1930 года соответственно. Повстанческие деревни подвергались бомбардировкам со 2 по 29 августа.
Во время Араратского восстания по обе стороны границы[какой?] восстало племя джалали с численностью в 150 тыс. человек.
С 10 июня до 12 июня 1930 года курдским позициям пришлось отступить на более высокие позиции вокруг горы Арарат. 9 июля газета «Cumhuriyet» сообщила, что ВВС Турции захватила тех курдов, которые избежали взрывов[уточнить]. 13 июля 1930 года началась Зиланская резня в провинции Ван. Во время бойни, длившейся пять дней, было убито 15 тысяч курдов, в том числе детей, женщин и стариков. 16 июля два турецких самолёта были сбиты, а их пилоты были убиты курдами. Воздушная бомбардировка продолжалось в течение нескольких дней и заставила курдов отступить на высоту до 5000 метров. К июлю 21-й бомбардировка уничтожила многие курдские форты. Во время этих операций Турция мобилизовала 66 000 солдат и 100 самолётов.

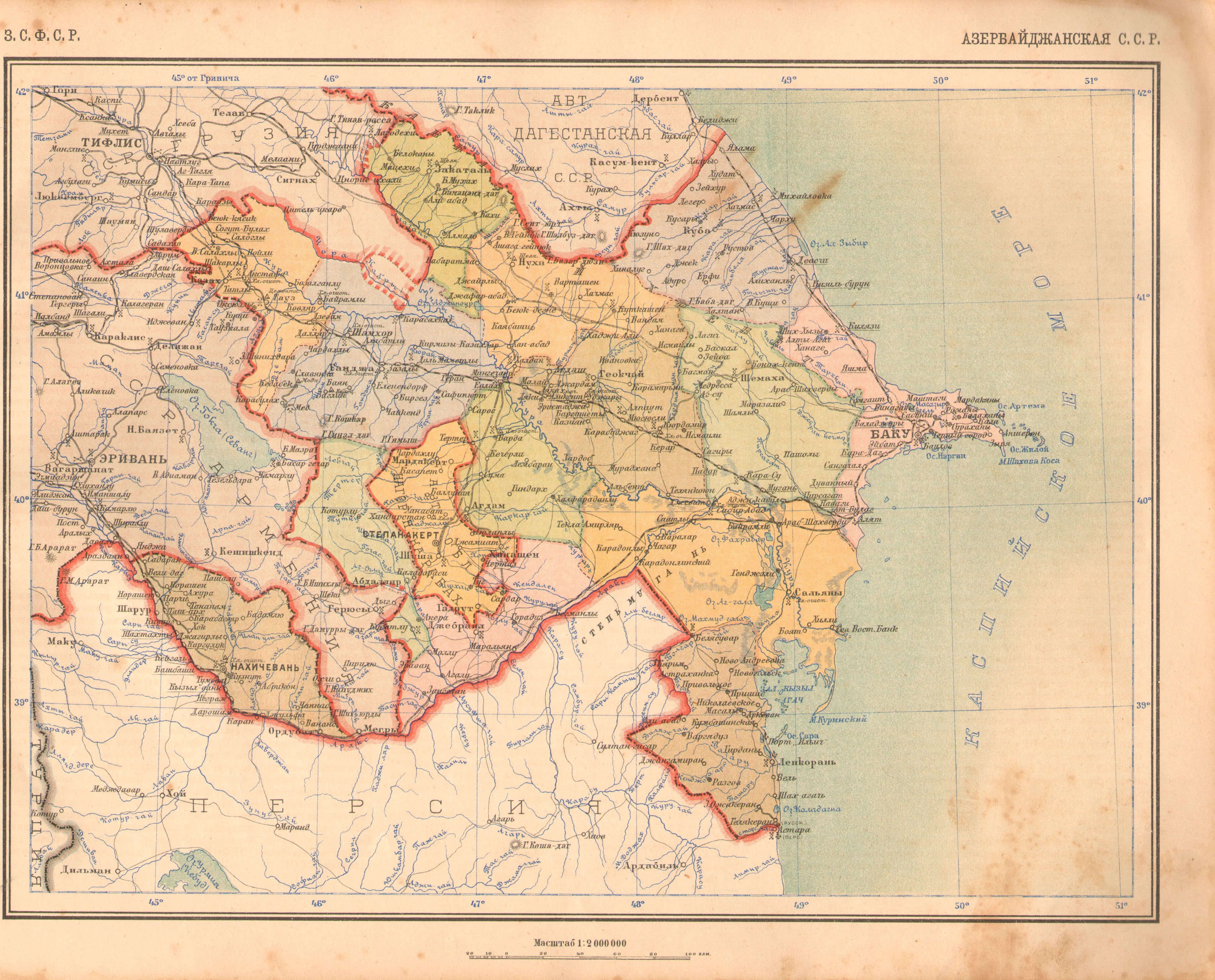
Карта ССР Армении и Азербайджана 1928 года, где Араратская республика предварительно включена в состав советской Армении
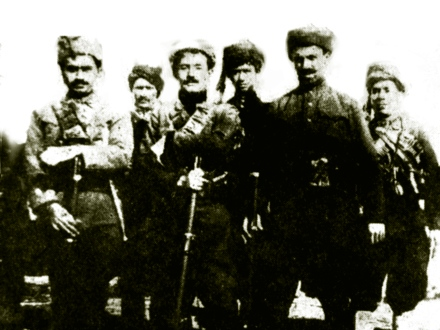
Лидеры восстания. Слева направо: Сипканлы Халис-бей[англ.], Ихсан Нури-паша, Хасенанлы Ферзенде-бей[англ.]

## Административное деление
| № | Провинция | Официальное название      | Население (1927 г.) | Территория | Плотность     |
| - | --------- | ------------------------- | ------------------- | ---------- | ------------- |
| 1 | Курдава   | курдск. Parêzgeha Kurdava | ▼ 142 100 чел.      | 14 979 км² | 9,5 чел./км²  |
| 2 | Ван       | курдск. Parêzgeha Wanê    | ▼ 47 529 чел.       | 6 132 км²  | 7,8 чел./км²  |
| 3 | Халат     | курдск. Parêzgeha Xelatê  | ▲ 42 224 чел.       | 3 254 км²  | 13,0 чел./км² |
|   | Всего     |                           | ▼ 231 853 чел.      | 24 365 км² | 9,5 чел./км²  |